# Закривец
Закривец (укр. Закривець) — село в Бобрской городской общине Львовского района Львовской области Украины.
Население по переписи 2001 года составляло 26 человек. Занимает площадь 1,057 км². Почтовый индекс — 81712. Телефонный код — 3239.